# 完颜裔
完颜裔（?—?），女真族，姓完颜。金朝大臣，金章宗时参知政事。
大定二十二年（1182年）九月己丑，金世宗以同知东京（辽宁省辽阳市）留守司事完颜裔在任专擅，失上下之分，贬他为复州刺史。大定二十九年（1189年）正月癸巳，金世宗崩，金章宗即皇帝位于柩前。丁巳，参知政事完颜宗浩罢职。山东统军完颜裔因为私事过都城不赴哭临，被笞责五十，降授彰化军节度使。承安元年（1196年）十一月庚寅，御史大夫董师中、北京（今内蒙古宁城县）留守完颜裔并为参知政事。承安二年（1197年）三月丁酉，金章宗以参知政事完颜裔代左丞相完颜襄行省于北京。五月初四，北京行省参知政事完颜裔移驻临潢府（今内蒙古巴林左旗）。七月十八，命西上阁门使刘頍在行省为参知政事完颜裔赐宴。八月庚寅，参知政事完颜裔罢职。十一月庚申，北京留守完颜裔以行省失职，杖责一百，除名。